# Zoltán Böőr
Zoltán Böőr (ur. 14 sierpnia 1978 w Debreczynie) – węgierski piłkarz występujący na pozycji pomocnika, reprezentant Węgier w latach 2001-2005.

## Kariera klubowa

### Debreceni VSC
Wychowanek akademii piłkarskiej Debreceni VSC, gdzie rozpoczął treningi w wieku 14 lat. W 1996 roku został włączony do składu pierwszego zespołu. 5 czerwca 1996 zadebiutował w Nemzeti Bajnokság I w zremisowanym 1:1 meczu przeciwko Vác FC. W sezonie 1996/97, w którym rozegrał 31 spotkań, rozpoczął regularne występy. We wrześniu 1999 roku zadebiutował w rozgrywkach o europejskie puchary w przegranym 0:2 meczu z VfL Wolfsburg (Puchar UEFA 1999/00) w którym ujrzał czerwoną kartkę. W latach 1999 i 2001 zdobył on Puchar Węgier, natomiast w sezonie 2004/05 wywalczył z Debreczynem pierwszy w historii klubu tytuł mistrza Węgier. W sierpniu 2005 roku powołano do drużyny Puskás All Stars na towarzyski mecz z Realem Madryt w Budapeszcie. Działacze Realu i MLSZ chcieli w ten sposób uhonorować Ferenca Puskása oraz zebrać pieniądze na jego leczenie. W 14. minucie, po starciu z Thomasem Gravesenem, Böőr doznał urazu kości nosowej, w wyniku czego zmuszony był opuścić boisko.

### Vestel Manisaspor
30 sierpnia 2005 podpisał 3-letni kontrakt z tureckim Vestel Manisaspor. 11 września 2005 zadebiutował w Süper Lig w zremisowanym 1:1 meczu z Samsunsporem. W następnej kolejce w spotkaniu z Galatasaray SK (1:4) zdobył swoją jedyną bramkę w tureckiej ekstraklasie. Początkowo występował on w pierwszym składzie, jednak w wyniku obowiązującego w lidze limitu obcokrajowców, trener Ersun Yanal coraz rzadziej dawał mu szansę gry. W przerwie zimowej sezonu 2005/06 wyjechał na testy do Leeds United, jednak nie podpisano z nim kontraktu. Zainteresowanie nim wyrażały również Stoke City, Norwich City oraz KRC Genk.

### Powrót do Debreceni VSC
W lutym 2006 roku Böőr zdecydował się powrócić do Debreceni VSC i podpisać 1,5 roczną umowę. W Debreczynie występował on niespełna rok, zdobywając tytuł mistrza Węgier za sezon 2005/06. Po przebytej kontuzji i zabiegu operacyjnym, przez które przegrywał rywalizację o pierwszy skład, postanowił odejść. W klubie tym występował łącznie przez 11 lat, stając się jednym z najbardziej zasłużonych piłkarzy w jego historii. W tym czasie rozegrał on 252 ligowe spotkania i zdobył 24 gole.

### Győri ETO FC
Na początku 2007 roku podpisał 4,5-letni kontrakt z Győri ETO FC, który planował oprzeć na nim swoją grę ofensywną. Po przyjściu do klubu, z powodu rehabilitacji po urazie, początkowo nie trenował z pełnym obciążeniem. W rundzie wiosennej sezonu 2006/07 rozegrał on tylko 4 ligowe spotkania. We wrześniu 2007 roku doznał kolejnej kontuzji i przeszedł zabieg chirurgiczny. Po zakończeniu rekonwalescencji rozgrywał on większą liczbę spotkań i przyczynił się do zajęcia przez Győri ETO FC 3. miejsca w sezonie 2007/08, co dało klubowi prawo udziału w Pucharze UEFA 2008/09. W 2009 roku dotarł z Győrem do finału Pucharu Węgier, w którym jego klub przegrał w dwumeczu 0:1 z Budapest Honvéd FC.

### Nyíregyháza Spartacus FC
Latem 2009 roku Böőr przeniósł się do zespołu Nyíregyháza Spartacus FC. Klub zdecydował się podpisać z nim 3-letni kontrakt, mimo iż był on w trakcie leczenia kontuzji ścięgna udowego, przez co nie mógł grać przez najbliższe pół roku. W wyniku tego urazu nie rozegrał on jednak ani jednego ligowego meczu w barwach Spartacusa.

### Újpest FC
W połowie 2010 roku odszedł do Újpest FC. W sezonie 2010/11 rozegrał dla tego klubu 26 ligowe spotkania i zdobył 3 bramki. Latem 2011 roku Böőr, wraz z innymi piłkarzami, publicznie oświadczył, iż klub posiada znaczne zaległości finansowe wobec zawodników i znajduje się w bardzo złej sytuacji finansowej. Wkrótce po tym jego kontrakt został rozwiązany za porozumieniem stron.

### Rákospalotai EAC
We wrześniu 2011 roku został piłkarzem Rákospalotai EAC (Nemzeti Bajnokság II), gdzie zaliczył 23 mecze i zdobył 5 goli. Po spadku klubu do Nemzeti Bajnokság III po sezonie 2011/12 postanowił odejść z zespołu.

### Dunaújváros PASE
W sierpniu 2012 roku Böőr odszedł do III-ligowego zespołu Dunaújváros PASE. Występował tam przez 3 kolejne sezony, będąc jednym z wiodących graczy w zespole. W sezonie 2013/14 Dunaújváros po raz pierwszy w historii awansował do węgierskiej ekstraklasy, natomiast Böőr otrzymał tytuł najlepszego gracza Nemzeti Bajnokság II 2013/14. W czerwcu 2015 roku doznał kontuzji kolana, po której zdecydował się zakończyć karierę piłkarską.

## Kariera reprezentacyjna
Zoltán Böőr w latach 1996-1999 występował w młodzieżowych reprezentacjach Węgier w kategoriach U-18 (7/0) i U-21 (11/1).
14 listopada 2001 roku zadebiutował w seniorskiej reprezentacji Węgier w wygranym 5:0 towarzyskim meczu przeciwko Macedonii. Pojawił się na boisku w 61. minucie zmieniając Tamása Pető. W czerwcu 2003 roku zdobył jedyną bramkę dla drużyny narodowej w meczu z San Marino (5:0) w ramach eliminacji Mistrzostw Europy 2004. Ogółem w latach 2001-2005 rozegrał on w reprezentacji 21 spotkań i strzelił 1 gola.
Mecze w reprezentacji
| Zoltán Böőr - oficjalne mecze w reprezentacji Węgier (2001-2005) | Zoltán Böőr - oficjalne mecze w reprezentacji Węgier (2001-2005) | Zoltán Böőr - oficjalne mecze w reprezentacji Węgier (2001-2005) | Zoltán Böőr - oficjalne mecze w reprezentacji Węgier (2001-2005) | Zoltán Böőr - oficjalne mecze w reprezentacji Węgier (2001-2005) | Zoltán Böőr - oficjalne mecze w reprezentacji Węgier (2001-2005) | Zoltán Böőr - oficjalne mecze w reprezentacji Węgier (2001-2005) | Zoltán Böőr - oficjalne mecze w reprezentacji Węgier (2001-2005) | Zoltán Böőr - oficjalne mecze w reprezentacji Węgier (2001-2005) |
| #                                                                | Data                                                             | Miejsce                                                          | Przeciwnik                                                       | Wynik                                                            | Minuty                                                           | Bramki                                                           | Kartki                                                           | Ranga zawodów                                                    |
| ---------------------------------------------------------------- | ---------------------------------------------------------------- | ---------------------------------------------------------------- | ---------------------------------------------------------------- | ---------------------------------------------------------------- | ---------------------------------------------------------------- | ---------------------------------------------------------------- | ---------------------------------------------------------------- | ---------------------------------------------------------------- |
| 1.                                                               | 14 listopada 2001                                                | Megyeri úti Stadion, Budapeszt                                   | Macedonia Północna                                               | 5:0                                                              | 61'                                                              |                                                                  |                                                                  | Mecz towarzyski                                                  |
| 2.                                                               | 13 lutego 2002                                                   | Stadion Tsirion, Limassol (Cypr)                                 | Szwajcaria                                                       | 1:2                                                              | 46'                                                              |                                                                  | Żółta kartka                                                     | Mecz towarzyski                                                  |
| 3.                                                               | 27 marca 2002                                                    | Stadion Republikański, Kiszyniów                                 | Mołdawia                                                         | 2:0                                                              | 46'                                                              |                                                                  |                                                                  | Mecz towarzyski                                                  |
| 4.                                                               | 17 kwietnia 2002                                                 | Oláh Gábor utcai stadion, Debreczyn                              | Białoruś                                                         | 2:5                                                              | 46'                                                              |                                                                  |                                                                  | Mecz towarzyski                                                  |
| 5.                                                               | 8 maja 2002                                                      | PMFC Stadion, Pecz                                               | Chorwacja                                                        | 0:2                                                              | 74'                                                              |                                                                  |                                                                  | Mecz towarzyski                                                  |
| 6.                                                               | 21 sierpnia 2002                                                 | Stadion im. Ferenca Puskása, Budapeszt                           | Hiszpania                                                        | 1:1                                                              | 46'                                                              |                                                                  |                                                                  | Mecz towarzyski                                                  |
| 7.                                                               | 7 września 2002                                                  | Laugardalsvöllur, Reykjavík                                      | Islandia                                                         | 2:0                                                              | 70'                                                              |                                                                  |                                                                  | Mecz towarzyski                                                  |
| 8.                                                               | 20 listopada 2002                                                | Üllői úti Stadion, Budapeszt                                     | Mołdawia                                                         | 1:1                                                              | 69'                                                              |                                                                  |                                                                  | Mecz towarzyski                                                  |
| 9.                                                               | 29 marca 2003                                                    | Stadion Śląski, Chorzów                                          | Polska                                                           | 0:0                                                              | 86'                                                              |                                                                  |                                                                  | Eliminacje Mistrzostw Europy 2004                                |
| 10.                                                              | 2 kwietnia 2003                                                  | Stadion im. Ferenca Puskása, Budapeszt                           | Szwecja                                                          | 1:2                                                              | 80'                                                              |                                                                  |                                                                  | Eliminacje Mistrzostw Europy 2004                                |
| 11.                                                              | 7 czerwca 2003                                                   | Stadion im. Ferenca Puskása, Budapeszt                           | Łotwa                                                            | 3:1                                                              | 78'                                                              |                                                                  |                                                                  | Eliminacje Mistrzostw Europy 2004                                |
| 12.                                                              | 11 czerwca 2003                                                  | Stadion Olimpijski, Serravalle                                   | San Marino                                                       | 5:0                                                              | 90'                                                              | Gol                                                              |                                                                  | Eliminacje Mistrzostw Europy 2004                                |
| 13.                                                              | 20 sierpnia 2003                                                 | Stadion Fazanerija, Murska Sobota                                | Słowenia                                                         | 1:2                                                              | 77'                                                              |                                                                  |                                                                  | Mecz towarzyski                                                  |
| 14.                                                              | 10 września 2003                                                 | Stadion Skonto, Ryga                                             | Łotwa                                                            | 1:3                                                              | 46'                                                              |                                                                  |                                                                  | Eliminacje Mistrzostw Europy 2004                                |
| 15.                                                              | 11 października 2003                                             | Stadion im. Ferenca Puskása, Budapeszt                           | Polska                                                           | 1:2                                                              | 90'                                                              |                                                                  | Żółta kartka                                                     | Eliminacje Mistrzostw Europy 2004                                |
| 16.                                                              | 30 marca 2005                                                    | Stadion im. Ferenca Szuszy, Budapeszt                            | Bułgaria                                                         | 1:1                                                              | 90'                                                              |                                                                  | Żółta kartka                                                     | Eliminacje Mistrzostw Świata 2006                                |
| 17.                                                              | 17 sierpnia 2005                                                 | Stadion im. Ferenca Puskása, Budapeszt                           | Argentyna                                                        | 1:2                                                              | 69'                                                              |                                                                  |                                                                  | Mecz towarzyski                                                  |
| 18.                                                              | 3 września 2005                                                  | Stadion im. Ferenca Szuszy, Budapeszt                            | Malta                                                            | 4:0                                                              | 57'                                                              |                                                                  |                                                                  | Eliminacje Mistrzostw Świata 2006                                |
| 19.                                                              | 7 września 2005                                                  | Stadion im. Ferenca Puskása, Budapeszt                           | Szwecja                                                          | 0:1                                                              | 87'                                                              |                                                                  | Żółta kartka                                                     | Eliminacje Mistrzostw Świata 2006                                |
| 20.                                                              | 12 października 2005                                             | Stadion im. Ferenca Szuszy, Budapeszt                            | Chorwacja                                                        | 0:0                                                              | 90'                                                              |                                                                  |                                                                  | Eliminacje Mistrzostw Świata 2006                                |
| 21.                                                              | 16 listopada 2005                                                | Stadion im. Jeorjosa Karaiskakisa, Pireus                        | Grecja                                                           | 1:2                                                              | 70'                                                              |                                                                  |                                                                  | Mecz towarzyski                                                  |

## Sukcesy

### Zespołowe
Debreceni VSC
- mistrzostwo Węgier: 2004/05, 2005/06
- Puchar Węgier: 1998/99, 2000/01

### Indywidualne
- Najlepszy zawodnik Nemzeti Bajnokság II: 2013/14